# Гвинея-Бисау на летних Олимпийских играх 1996
Гвинея-Бисау принимала участие в Летних Олимпийских играх 1996 года в Атланте (США) в первый раз за свою историю, но не завоевала ни одной медали. Страну представляли два легкоатлета и один борец.

## Лёгкая атлетика
Спортсменов — 2
Мужчины
| Спортсмен          | Вид   | Забег     | Забег | Четвертьфинал | Четвертьфинал | Полуфинал | Полуфинал | Финал     | Финал     |
| Спортсмен          | Вид   | Результат | Место | Результат     | Место         | Результат | Место     | Результат | Место     |
| ------------------ | ----- | --------- | ----- | ------------- | ------------- | --------- | --------- | --------- | --------- |
| Амарильдо Альмейда | 100 м | 10,85     | 8     | Не прошёл     | Не прошёл     | Не прошёл | Не прошёл | Не прошёл | Не прошёл |
| Фернандо Арлете    | 800 м | 2.00,07   | 7     | Не прошёл     | Не прошёл     | Не прошёл | Не прошёл | Не прошёл | Не прошёл |

## Борьба
Спортсменов — 1
Вольный стиль
| Спортсмен     | Категория | 1 раунд                | 2 раунд              | 3 раунд              | 4 раунд              | 5 раунд              | 6 раунд              | Финалы               |
| Спортсмен     | Категория | Соперник и результат   | Соперник и результат | Соперник и результат | Соперник и результат | Соперник и результат | Соперник и результат | Соперник и результат |
| ------------- | --------- | ---------------------- | -------------------- | -------------------- | -------------------- | -------------------- | -------------------- | -------------------- |
| Талата Эмбало | 57 кг     | Кендалл Кросс Пор 0:10 | Харун Доган Пор ТО   | Не прошёл            | Не прошёл            | Не прошёл            | Не прошёл            | Не прошёл            |